# Sachalinobia koltzei
Sachalinobia koltzei là một loài bọ cánh cứng trong họ Cerambycidae.